# Velavsko-bidgoški sporazum
Velavsko-bidgoški sporazum (poljsko Traktaty welawsko-bydgoskie) sta bila sporazuma med poljsko-litovsko Republiko obeh narodov in Pruskim vojvodstvom, sklenjena leta 1657. Glavna določba sporazumov je bila prekinitev fevdalne odvisnosti in pridobitev suverenosti dinastije Hohenzollern v Prusiji. Poljska je izgubila vpliv na prusko politiko in dala Prusiji v fevd deželi Lębork in Bytów. 
Sporazum, ki je bil dokončno sklenjen 19. septembra v Welawi, podpisan 5. novembra in ratificiran 6. novembra 1657 pred jezuitsko cerkvijo v Bydgoszczu, je imel naslednje posledice 
- Friderik Viljem in njegovi moški potomci so pridobili suverenost v Pruskem vojvodstvu in s tem prekinili svojo fevdalno odvisnost od Poljskega kraljestva.
- Edina sled nekdanje odvisnosti Pruskega vojvodstva od Poljske so bili pruski stanovi, ki so se poklonili poljskemu kralju in Republiki obeh narodov (latinsko homagium eventuale), ko je v Prusiji prevzel oblast nov knez (zadnjič so se poklonili leta 1698).[1]
- Po izumrtju moške linije Hohenzollerjev bi se Prusko vojvodstvo vrnilo v Poljsko kraljestvo.[2]
- Volilni knez je sklenil večno zavezništvo s Poljsko pod ugodnimi pogoji in vojaško zavezništvo proti Švedski.
- Prusija je dobila Drahim kot zastavo, deželo Lębork-Bytów  mestoma Lębork in Bytów kot fevd in Elbląg, ki je bil še vedno v švedskih rokah, kot svojo last, pod pogojem, da ga bo uspela osvojiti sama. Poljska krona si je pridržala odkupno pravico za  plačilo 400.000 talerjev. Prusiji na koncu ni uspelo zavzeti Elbląga.
- Sporazuma, ki ju je Sejm ratificiral leta 1658[3] sta bila kasneje potrjene z Olivskim mirom leta 1660, s katerim se je končal švedski potop.